# Чанчана
Чанчана (італ. Cianciana, сиц. Cianciana) — муніципалітет в Італії, у регіоні Сицилія,  провінція Агрідженто.
Чанчана розташована на відстані близько 500 км на південь від Рима, 70 км на південь від Палермо, 27 км на північний захід від Агрідженто.
Населення — 3494 особи (2014).

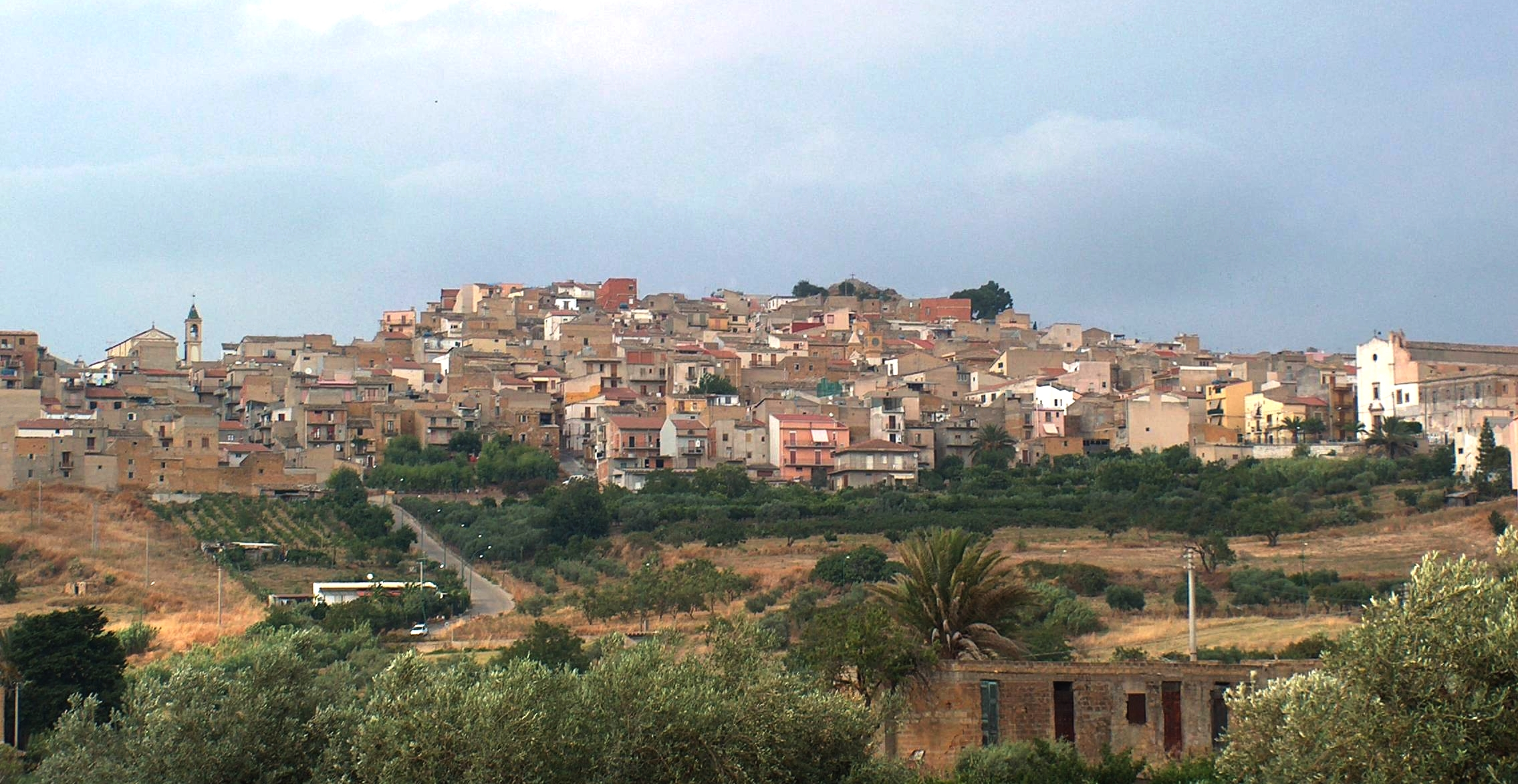

Щорічний фестиваль відбувається 13 червня. Покровитель — Sant'Antonio di Padova.

## Демографія
Населення за роками:

Станом на 1 січня 2023 року в муніципалітеті офіційно проживали 162 іноземці з 24 країн, серед них 87 громадян країн Євросоюзу та 1 громадянин України.

## Сусідні муніципалітети
- Алессандрія-делла-Рокка
- Бівона
- Каттоліка-Ераклеа
- Рибера
- Сант'Анджело-Муксаро